# 川島町 (横浜市旭区)
川島町（かわしまちょう）は、神奈川県横浜市旭区の地名。「丁目」の設定のない単独町名である。住居表示未実施区域。

## 地理
旭区の南東部に位置し、2箇所の飛地がある。南側にある箇所の南に三反田町、北西に鶴ケ峰、北東に西川島町、南西に本宿町と左近山、東に保土ケ谷区川島町と接している。また、北側にある箇所の西に白根、南西に西川島町、南東に保土ケ谷区西谷町、東に保土ケ谷区上菅田町、北に保土ケ谷区新井町と接している。

### 地価
住宅地の地価は、2024年（令和6年）7月1日の神奈川県地価調査によれば、川島町字猪子山3016番38の地点で20万8000円/m²となっている。

## 歴史
保土ケ谷区川島町の歴史を参照。本町も同じ川島町であったが、西谷町・西川島町が分立して切り離された部分（飛地）に当たる。1969年に旭区が分立し、本町は旭区川島町となった。

## 世帯数と人口
2025年（令和7年）6月30日現在（横浜市発表）の世帯数と人口は以下の通りである。
| 町丁   | 世帯数    | 人口    |
| ------ | --------- | ------- |
| 川島町 | 2,711世帯 | 5,691人 |

### 人口の変遷
国勢調査による人口の推移。
| 年                 | 人口  |
| ------------------ | ----- |
| 1995年（平成7年）  | 5,609 |
| 2000年（平成12年） | 5,922 |
| 2005年（平成17年） | 5,754 |
| 2010年（平成22年） | 5,903 |
| 2015年（平成27年） | 5,691 |
| 2020年（令和2年）  | 5,625 |

### 世帯数の変遷
国勢調査による世帯数の推移。
| 年                 | 世帯数 |
| ------------------ | ------ |
| 1995年（平成7年）  | 1,866  |
| 2000年（平成12年） | 2,055  |
| 2005年（平成17年） | 2,158  |
| 2010年（平成22年） | 2,239  |
| 2015年（平成27年） | 2,240  |
| 2020年（令和2年）  | 2,347  |

## 学区
市立小・中学校に通う場合、学区は以下の通りとなる（2024年11月時点）。
| 番・番地等                                                    | 小学校                     | 中学校               |
| ------------------------------------------------------------- | -------------------------- | -------------------- |
| 10番地の3                                                     | 横浜市立不動丸小学校       | 横浜市立鶴ヶ峯中学校 |
| 1574〜1876番地の4 1876番地の8〜1898番地 2154番地              | 横浜市立鶴ヶ峯小学校       | 横浜市立西谷中学校   |
| 1876番地の5〜7、1899〜1927番地                                | 横浜市立鶴ヶ峯小学校       | 横浜市立本宿中学校   |
| 1928〜1989番地、2046〜2068番地 2075〜2079番地、2145〜2152番地 | 横浜市立本宿小学校         | 横浜市立本宿中学校   |
| 1990〜2045番地                                                | 横浜市立左近山小学校       | 横浜市立左近山中学校 |
| 2846〜3105番地                                                | 横浜市立上菅田笹の丘小学校 | 横浜市立新井中学校   |

## 事業所
2021年（令和3年）現在の経済センサス調査による事業所数と従業員数は以下の通りである。
| 町丁   | 事業所数 | 従業員数 |
| ------ | -------- | -------- |
| 川島町 | 77事業所 | 820人    |

### 事業者数の変遷
経済センサスによる事業所数の推移。
| 年                 | 事業者数 |
| ------------------ | -------- |
| 2016年（平成28年） | 65       |
| 2021年（令和3年）  | 77       |

### 従業員数の変遷
経済センサスによる従業員数の推移。
| 年                 | 従業員数 |
| ------------------ | -------- |
| 2016年（平成28年） | 796      |
| 2021年（令和3年）  | 820      |

## 交通
- 相模鉄道本線
- 相模鉄道相鉄新横浜線
- 横浜市営バス119,218系統
- 神奈中バス4,52系統

### 道路
- 国道16号

## 施設
- 横浜市立本宿中学校
- 横浜鶴ヶ峰病院[15]

## その他

### 日本郵便
- 郵便番号 : 241-0011[3]（集配局：横浜旭郵便局[16]）。

### 警察
町内の警察の管轄区域は以下の通りである。
| 番・番地等 | 警察署   | 交番・駐在所 |
| ---------- | -------- | ------------ |
| 全域       | 旭警察署 | 鶴ケ峰交番   |

## 参考資料
- “横浜市町区域要覧” (PDF).   横浜市市民局 (2016年6月). 2023年6月6日閲覧。 “横浜市町区域要覧”